# 国家地方警察熊本県本部
国家地方警察熊本県本部（こっかちほうけいさつくまもとけんほんぶ）は、旧警察法時代に存在した熊本県の都道府県国家地方警察で、自治体警察を設けない地域を管轄区域とする。また国家地方警察福岡警察管区本部の行政管理を受ける。
1954年（昭和29年）の新警察法の公布により廃止され、新たに都道府県警察として熊本県警察本部が発足した。

## 組織
1949年（昭和23年）時点
- 総務部
  - 秘書企画課、会計課
- 警務部 　 
  - 人事装備課、教養課
- 刑事部 　 
  - 捜査課、鑑識課、防犯統計課
- 警備部 　 
  - 警備課、交通課、通信課

## 地区警察署
1948年（昭和23年）時点
- 飽託地区警察署
- 三角地区警察署
- 玉名地区警察署
- 鹿本地区警察署
- 隈府地区警察署
- 大津地区警察署
- 宮地地区警察署
- 高森地区警察署
- 御船地区警察署
- 浜町地区警察署
- 松橋地区警察署
- 八代地区警察署
- 芦北地区警察署
- 球磨地区警察署
- 本渡地区警察署
- 富岡地区警察署
- 牛深地区警察署
- 今津地区警察署

## 県内の自治体警察
- 熊本市警察
- 荒尾市警察
- 八代市警察
- 人吉市警察